# Гајњаче
Гајњаче су врста тла карактеристична за умерене крајеве. Јављају се у областима где има више падавина него у зони чернозема. Карактеристичне су за иловасте подлоге са доста креча. На гајњачама је развијена листопадна вегетација. Ово земљиште се јавља на нижим надморским висинама и подножјима брежуљака. Имају око 5% хумуса, па спадају у веома плодна тла. Моћност гајњача је око 70 до 150 сантиметара. 
Гајњаче се јављају у Србији на ободу Панонског басена, у Шумадији и Мачви, до око 400 метара надморске висине и у долинама река. Ови предели примају око 700 милиметара падавина годишње, а температура се креће у просеку између 10—12°C. Деградацијом прелазе у смонице, а агротехничким мерама могу се претворити у веома продуктивно земљиште.
Гајњаче су смеђе, руменкасте или црвене боје у зависности од примеса алуминијума гвожђа и др. Богате су хумусом око 5%, а веома погодне за ратарство, гајење винове лозе и пошумљавање. Ливаде се ретко јављају на овом тлу. Спадају у типска—развијена земљишта. Србија се сматра класичном земљом гајњача.
Гајњаче се убрајају у камбична земљишта и имају грађу профила A-(B)-C или R.